# 핑거네일
"핑거네일"(영어: Fingernails)은 2023년 개봉한 미국의 SF 로맨스, 심리 드라마 영화이다. 크리스토스 니코우가 감독과 각본을 맡았다.

## 출연

### 주연
- 제시 버클리 : 애나 역
- 리즈 아메드 : 아미르 역
- 제레미 알렌 화이트 : 라이언 역

### 조연
- 애니 머피 : 나타샤 역
- 루크 윌슨 : 던컨 역